# Чернево (Болгарія)
Че́рнево (болг. Чернево) — село у Варненській області Болгарії. Входить до складу общини Суворово.

## Населення
За даними перепису населення 2011 року у селі проживали 1373 особи.
Національний склад населення села:
| Національність   | Кількість осіб | Відсоток |
| ---------------- | -------------- | -------- |
| болгари          | 771            | 76,4%    |
| турки            | 149            | 14,8%    |
| цигани           | 69             | 6,8%     |
| інша             | 10             | 1,0%     |
| не визначились   | 10             | 1,0%     |
| Всього відповіли | 1009           |          |

Розподіл населення за віком у 2011 році:
Динаміка населення: